# Laliostoma labrosum
Laliostoma labrosum es una especie de anfibio anuro de la familia Mantellidae y única representante del género Laliostoma.

## Distribución geográfica y hábitat
Es endémica de Madagascar. Su rango altitudinal oscila entre 0 y 800 m s. n. m..